# Orange County Choppers

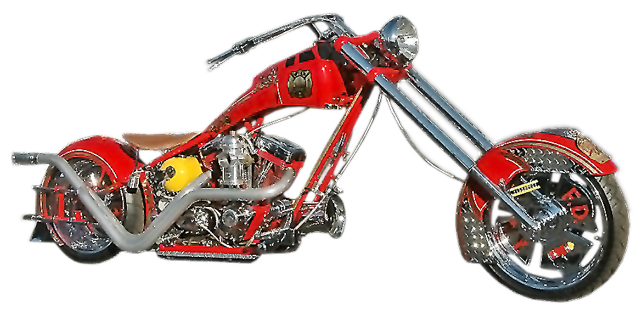
Fire Bike

Orange County Choppers (OCC) — компанія, що збирає мотоцикли на замовлення. Заснована в 1999 ріку Полом Тотулом-старшим (англ. Paul Teutul Sr) і його сином Полом Тотулом-молодшим (англ. Paul Teutul, Jr.). Компанія бере участь в реаліті-шоу «Американський мотоцикл» (англ. American Chopper), яке дебютувало у вересні 2002 року на каналі «Діскавері», і допомогло компанії добитися швидкого зростання і популярності серед любителів мотоциклів у всьому світі. 24 квітня 2008 року OCC відкрили нову штаб-квартиру в місті Newburgh, для об'єднання своїх виробничих і торгових потужностей.

## Історія створення
OCC спочатку була частиною родинного підприємства Тотулів «Orange County Ironworks» заснованого в 1970 році. На початку 1990-х рр. Тотул-старший починає виробництво мотоциклів на замовлення, і в 1999 році засновує «Orange County Choppers». Перший байк компанії «True Blue» був представлений в 1999 р. на байк-шоу в Дайтоні (англ. Daytona Biketoberfest).

## Розташування
Багато хто, почувши назву компанії, помилково вважають, що вона знаходиться в окрузі Орандж, штату Каліфорнія. Насправді це однойменний округ штату Нью-Йорк. У Пола-старшого на лівій руці татуювання з написом «OCC New York», зроблене для запобігання плутанини.